# Panama op de Olympische Zomerspelen 1952
Panama nam deel aan de Olympische Zomerspelen 1952 in Helsinki, Finland. In tegenstelling tot de vorige editie werden geen medailles gewonnen.

## Deelnemers en resultaten
(m) = mannen, (v) = vrouwen 

### Atletiek
| Olympiër       | Discipline | Resultaat | Prestatie              |
| -------------- | ---------- | --------- | ---------------------- |
| Cirilo McSween | 200m (m)   | DNS       | serie 6: niet gestart  |
| Clayton Clark  | 400m (m)   | DNS       | serie 11: niet gestart |
| Sam LaBeach    | 400m (m)   | DNS       | serie 7: niet gestart  |
| Cirilo McSween | 400m (m)   | DNS       | serie 4: niet gestart  |
| Frank Prince   | 800m (m)   | DNS       | serie 4: niet gestart  |
| Frank Prince   | 1500m (m)  | DNS       | serie 5: niet gestart  |

### Gewichtheffen
| Olympiër      | Discipline | Resultaat | Prestatie                                          |
| ------------- | ---------- | --------- | -------------------------------------------------- |
| Carlos Chávez | -60kg (m)  | DNF       | drukken: 7de met 90kg trekken: geen geldige poging |

Argentinië · Australië · Bahama's · België · Bermuda · Birma · Brazilië · Brits-Guiana · Bulgarije · Canada · Ceylon · Chili · China · Cuba · Denemarken · Duitsland · Egypte · Filipijnen · Finland · Frankrijk · Goudkust · Griekenland · Groot-Brittannië · Guatemala · Hongarije · Hongkong · Ierland · IJsland · India · Indonesië · Iran · Israël · Italië · Jamaica · Japan · Joegoslavië · Libanon · Liechtenstein · Luxemburg · Mexico · Monaco · Nederland · Nederlandse Antillen · Nieuw-Zeeland · Nigeria · Noorwegen · Oostenrijk · Pakistan · Panama · Polen · Portugal · Puerto Rico · Roemenië · Saarland · Singapore ·  Sovjet-Unie · Spanje · Thailand · Trinidad en Tobago · Tsjecho-Slowakije · Turkije · Uruguay · Venezuela · Verenigde Staten · Vietnam · Zuid-Afrika · Zuid-Korea · Zweden · Zwitserland